# Ньюсом, Дэвид
Дэвид Данлэп Ньюсом (англ. David Dunlap Newsom; 6 января 1918 — 30 марта 2008) — американский дипломат.

## Биография
Дэвид Данлэп Ньюсом родился 6 января 1918 года в Ричмонде (штат Калифорния), был единственным ребёнком Фреда Ньюсома, совладельца городской газеты, и Айви Данлоп Ньюсом. Окончил Калифорнийский университет в Беркли по специальности «английский язык» в 1938 году и Высшую школу журналистики Колумбийского университета в 1940 году.
После окончания университета проработал репортёром в «San Francisco Chronicle» и за границей, после чего ушёл на военную службу в военно-морской флот США на Гавайях в 1942 году. Перед поступлением на дипломатическую службу США в 1947 году Ньюсом и его жена издавали небольшую газету в Калифорнии. Ньюсом работал в дипломатических миссиях США в Карачи (Пакистан), Осло (Норвегия), Багдаде (Ирак), Лондоне (Великобритания).
- С 22 июля 1965 по 21 июня 1969 года — чрезвычайный и полномочный посол США в Ливии. Находясь на данной должности, помог эвакуировать 6000 американцев из Ливии, когда в 1967 году разразилась Шестидневная война, и пресёк попытку ливийцев закрыть авиабазу США в стране.
- С 8 июля 1969 по 3 января 1974 года — помощник государственного секретаря США по делам Африки.
- С 19 декабря 1973 по 6 октября 1977 года — чрезвычайный и полномочный посол США в Индонезии.
- С 21 октября 1977 по 30 марта 1978 года — чрезвычайный и полномочный посол США на Филиппинах.
- С 13 апреля 1978 по 27 февраля 1981 года — заместитель государственного секретаря США по политическим вопросам. Был исполняющим обязанности государственного секретаря в мае 1980 года и в январе 1981 года.

В 1981 году Ньюсом ушёл из Государственного департамента в ранге карьерного министра. Он стал директором отдела дипломатии Джорджтаунского института. В 1991 году он первым возглавил мемориальную кафедру международных отношений имени Хью и Уинифреда Каммингов Виргинского университета.
16 июня 2004 года присоединился к группе из двадцати семи отставных дипломатов и военных офицеров под названием «Дипломаты и военные командиры за перемены», выступающих против внешнеполитического поведения администрации Джорджа Буша-младшего, в частности войны в Ираке.
Ньюсом также был автором шести книг, постоянным обозревателем газеты «The Christian Science Monitor» и основателем ежегодного журнала «Diplomatic Record».
Скончался 30 марта 2008 года от дыхательной недостаточности в городе Шарлотсвилл (штат Виргиния), где жил последние годы.

### Личная жизнь
Был женат, имел пятеро детей — сыновей Джона, Дэниела и Дэвида и дочерей Нэнси и Кэтрин, а также девять внуков.